# Agave kerchovei
El maguey rabo de león (Agave kerchovei) es una especie de plantas de la familia Asparagaceae.

## Clasificación y descripción
Planta rosetófila  acaule, solitaria; rosetas poco densas, 0,9 a 1,5 m alto, 1 a 1,5 m de diámetro. Hojas de 15-40 por individuo, 1,0-1,5 m largo, 0,5-1.0 m ancho en la base, rígidas, suculentas, verdes a verde-oscuro, base gruesa, ápice largamente acuminado, espinas lisas, espina terminal de 3,5-6.0 cm de largo, 3,0-6,0 mm diámetro, cónica, la base penetra en el tejido del envés por 8,0-10,0 mm largo, marcadamente acanalada en el haz, parda a blanco-grisácea. Inflorescencias erectas, fértil en la mitad o dos tercios superiores; pedúnculo verdoso; brácteas 19,0-20,0 cm largo, 6,0-12,0 mm ancho, lineares,  pardas, caducas, bractéolas 1,5-2,0 cm largo, menores que las flores; pedicelos 3,0-5,0 mm largo, alargándose a 7,0-8,0 mm durante la fructificación. Flores de 3,4-4,0 cm de largo, verdes en el exterior, rojo oscuro en el interior; tépalos 1,5-1,7 cm largo, 3,0-5,0 mm ancho, elípticos; estambres con filamentos 3,0-3,5 cm largo, insertos en la boca del tubo, amarillos con puntos rojos, anteras 1,0-1.,5 cm largo, 1,0-3,0 mm ancho, rojas; Cápsulas 2,2-3,0cm largo, 0,8-1,0  cm diámetro, elipsoidales; semillas 3,0-4,0 mm largo, 2,0- 3,0 mm ancho, negras, ala menor a 1,0 mm ancho. La floración  de esta planta es de enero a mayo y fructifica de abril a octubre.

## Distribución
Endémica de México, se conoce de los estados de Oaxaca y Puebla. Con registros en los municipios de Santiago Nopala, Tepelmeme Villa de Morelos en Oaxaca. En Puebla en los municipios de Caltepec, Coxcatlán, San José Miahuatlán, Tehuacán y  Zapotitlán. Hasta el momento no se cuenta con registros en otros estados.

## Hábitat
Es una especie que se encuentra en el matorral xerófilo,  crece y desarrolla en suelos delgados, de origen calizo, en elevaciones de 975-1600 m s. n. m., donde las precipitaciones varían de 300 a 700 mm anuales y temperaturas promedio de 18 a 26 °C. No soporta heladas.

## Estado de conservación
Se hornea para la extracción de fibras, los botones florales son comestibles y las inflorescencias se ocupan para adorno durante la Semana Santa. Sus pencas son utilizadas en la preparación de barbacoa y los quiotes se ocupan para construcción, también se reporta como una planta medicinal, ya que la  savia se ocupa para aliviar la tos y sanar heridas. Recientemente, es una especie extracción ha crecido, debido a la elaboración de Mezcal. No es una especie considerada dentro de alguna categoría de protección de acuerdo a la NOM‐059‐SEMARNAT‐2010.